# حفاظت کاتدی
حفاظت کاتدی (به انگلیسی: Cathodic Protection) یکی از روش‌های محافظت از خوردگی فلزات توسط کاتد قرار دادن سطح فلز در یک سلول الکتروشیمیایی است. فولاد گالوانیزه یک نمونه حفاظت کاتدی فولاد توسط اتصال روی به فولاد در گالوانیزاسیون است.

## تاریخچه
حفاظت کاتدی نخستین بار توسط همفری دیوی، در سال۱۸۲۴ میلادی، در شهر لندن و در میان سلسله مقالاتی که ایشان به انجمن سلطنتی ارائه می‌کردند مطرح گردید. بعد از یک سری آزمایش‌های موفق، اولین استفاده عملی از این فناوری جدید در همان سال و در رزم ناو اچ ام اس سمرینگ به وقوع پیوست. ساختار اولیه این سامانه عبارت بود از یک آند فداشونده که از آهن ساخته شده بود که اطراف آن غلافی از جنس فلز مس (همجنس بدنه اصلی کشتی) قرار داده بودند و به بدنه کشتی در زیر آب متصل کرده بودند و واکنش شیمیایی که بین آهن و مس انجام می‌شد، از سرعت خورده شدن فلز مس در اطراف میله آهنی می‌کاست و آن را حفاظت می‌کرد. این دانشمند پیشنهاد نمود که برای حفاظت کاتدی کشتی‌های با بدنه مسی قطعاتی از آهن به عنوان آندهای از بین رونده روی بدنه کشتی‌ها نصب شود به‌طوری‌که نسبت سطحی آهن به مس۱ به۱۰۰ باشد. به هر ترتیب یکی از نتایجی که حفاظت کاتدی به همراه داشت، رشد و توسعه دریانوردی بود.
به دلیل اینکه این فناوری جدید می‌توانست رشد دریانوردی را تسریع ببخشد و این امر نیز منجر به تحولاتی بنیادین و ساختار شکنانه در استفاده از کشتی‌های ساخته شده در آن زمان می‌شد؛ نیروی دریایی سلطنتی بریتانیا در اقدامی پیشگیرانه و محافظه‌کارانه، تصمیم به کنار گذاشتن این فناوری و ترجیح دادن به تعمیر بدنه‌های مسی پوسیده کشتی‌ها گرفت. بعد از او ادموند دیوی دستگاه‌ها و وسایل آهنی شناور در دریا را با نصب قطعاتی از فلز روی حفاظت کاتدی نمود، روبرت مالت در سال۱۸۴۰ آلیاژی از فلز روی ساخت که به عنوان آندهای از بین رونده مورد استفاده قرار گرفت. کاربرد آندهای از بین رونده ادامه داشت تا اینکه به تدریج رنگ‌های ضدزنگ ساخته شد و استفاده از آن‌ها به منظور حفاظت کاتدی و نیز صرفه جوئی در هزینه تعمیرات رواج بیشتری یافت. استفاده از پوشش‌های روی در روی فولاد از زمان‌های قدیم (قبل از ۱۷۴۲) معمول بوده‌است، ولی کاربرد اعمال جریان الکتریکی جهت حفاظت کاتدی لوله‌ها و تأسیسات زیر زمینی از حدود سال۱۹۱۰ آغاز شد و با سرعت زیاد گسترش پیدا نمود به‌طوری‌که امروزه تقریباً در تمام خطوط لوله و کابل‌های زیرزمینی از آن استفاده می‌شود. حفاظت کاتدی همچنین در موارد متعدد دیگر از قبیل دریچه‌ها، کانال‌ها، خنک‌کننده‌های آبی، زیردریایی‌ها، مخازن آب، اسکله‌ها و تأسیسات دریایی، دستگاه‌ها و وسایل مختلفی که در تماس با مواد شیمیایی می‌باشند بکار برده می‌شود.

## تعریف
حفاظت کاتدی به عنوان مؤثرترین روش حفاظتی به منظور جلوگیری از خوردگی سازه‌های مدفون در خاک شناخته شده‌است که به‌طور گسترده در حفاظت از خوردگی لوله‌های توزیع و انتقال گاز، مواد نفتی و آب مورد استفاده قرار می‌گیرد.
حفاظت کاتدی عبارت است از جلوگیری یا کاهش سرعت خوردگی فلزات توسط اعمال یک جریان الکتریکی خارجی (یکسو) یا تماس آن با یک آند از بین رونده، روی سطح فلز مورد نظر که دارای مناطق کاتدی و آندی باشد (در مناطق آندی خوردگی صورت می‌گیرد). در این حال مناطق آندی تبدیل به کاتد شده و در نتیجه دستگاه یا شبکه مورد نظر کلاً کاتدی می‌شود. حفاظت کاتدی از مهم‌ترین و مؤثرترین طرق کنترل خوردگی می‌باشد، به‌طوری‌که با اجرای این روش می‌توان فلزات را بدون اینکه خورده شوند به مدتی طولانی در محیط‌های خورنده نگهداری نمود. مکانیزم حفاظت کاتدی مربوط به جریان خارجی است که در نتیجه آن عناصر کاتدی پیل‌های موضعی به پتانسیل مدار باز آندها پلاریزاسون می‌شوند، یعنی در این حالت تمام سطح فلز هم پتانسیل گشته (پتانسیل‌های آند و کاتد معادل هم می‌شوند) و جریان‌های خوردگی متوقف می‌گردند. همچنین می‌توان چنین بیان کرد که به علت ایجاد یک شدت جریان خارجی شبکه‌ای از جریان مثبت در کلیه مناطق سطح فلز وارد شده و بدین ترتیب از ورود یون‌های فلز به محلول یا محیط اطراف جلوگیری به عمل می‌آید. عملیات حفاظت کاتدی را می‌توان در مورد خوردگی فلزاتی از قبیل فولاد، مس، سرب، و برنج در زمین (خاک) و محلول‌های مختلف آبی به کار برد. به کمک حفاظت کاتدی می‌توان از خوردگی حفره‌ای فلزات روئین از جمله فولادهای ضدزنگ جلوگیری نمود.

## اجرای عملی حفاظت کاتدی
برای اجرای سیستم حفاظت کاتدی دو روش کلی وجود دارد:
الف) با استفاده از آندهای از بین رونده که در آن فلزات فعالی مانند منیزیم یا روی را به عنوان آند به کار می‌برند.
ب) با استفاده از اعمال جریان خارجی یکسو که در این روش از منبع جریانی مانند ژنراتور، رکتیفایر (یکسوکننده) یا باتری همراه با یک آند کمکی که معمولاً از جنس آهن یا گرافیت است استفاده می‌شود.

### سیستم آندهای فداشونده

در صورتی که آند کمکی نسبت به فلزی که باید حفاظت شود بر طبق جدول سری گالوانیکی فعالتر باشد پیل گالوانیکی به وجود می‌آید. در صورت استفاده از این نوع آندها که آن‌ها را آندهای از بین رونده می‌نامند و دیگر نیازی به منبع جریان خارجی یا یکسوکننده نمی‌باشد. اختلاف پتانسیل بین آندهای از بین رونده و فلز مورد حفاظت سبب تخلیه جریانی از طرف محیط به سمت فلز وجود داشته می‌گردد. فلزات از بین رونده که برای حفاظت کاتدی به کار می‌روند اغلب منیزیم و نوان منابع انرژی الکتریکی عمل می‌نمایند، اهمیت آن‌ها مخصوصاً در مواردی است که امکان دسترسی به نیروی برق وجود نداشته ویا در نقاطی که نصب خطوط نیرو با صرفه نباشد.
در این روش یک الکترود که آند نامیده می‌شود در مخزن آب در نزدیکی فلز تحت حفاظت قرار گرفته‌است. آند مذکور از موادی ساخته شده‌است که نسبت به آهن فعالتر می‌باشد. این بدان معنا است که در الکترولیت آب دریا آند نسبت به آهن منفی تر می‌شود. معمولترین ماده‌ای که مورد استفاده قرار می‌گیرد روی است که به صورت یک سلسله صفحات در نزدیکی تحت حفاظت سازه و در تمام طول آن پخش می‌شود.
روی‌ها توسط اتصالات مکانیکی یا باندینگ به صورت موضعی در بسیاری از نقاط به فولاد متصل می‌شوند. روی و آهن به همراه آب دریا که به صورت یک الکترولیت عمل می‌کند تشکیل یک سل آب دریا را می‌دهند که در آن آهن مثبت و روی منفی می‌باشد. جریان از آهن مثبت از طریق اتصال با مقاومت کم، به سمت روی منفی رفته و سپس از طریق آب دریا به آهن بازمی‌گردد، شبیه یک باتری اتصال کوتاه شده. از آنجائیکه جریان از آندهای روی با از بین رفتن تدریجی روی همراه‌است، پس از مدتی فلز روی کوچک شده و اثر و راندمان خود را از دست می‌دهد و باید جایگزین شود. به همین دلیل به آن‌ها آند فنا شونده گفته می‌شود. تأثیر آن‌ها به‌شکل مداوم پیگیری شود تا زمان لزوم جایگزینی مشخص گردد. این عمر معمولاً ۱۰ سال می‌باشد.
باید توجه داشت که سیستم آندهای فداشونده به هیچ منبع انرژی خارجی نیاز ندارند و جریان الکتریکی از انرژی شیمیایی ماده آند تأمین می‌شود.

### حفاظت کاتدی به روش جریان اعمالی
برخلاف روش آندهای فداشونده در روش جریان اعمالی به یک منبع خارجی جهت تأمین جریان مورد نیاز برای حفاظت نیاز می‌باشد. جنس آندهای استفاده شده در این روش به دلیل عدم تجزیه آن‌ها مهم نمی‌باشد.
در این روش آندها نسبت به سازه مثبت نگه داشته شده که این عمل توسط یک منبع جریان مستقیم انجام می‌گیرد؛ لذا در این روش بر خلاف روش آندهای فداشونده که آندها منفی بودند، آندها از سازه مثبت تر هستند.
منبع جریان یکسو را به این ترتیب در سیستم قرار می‌دهند که قطب مثبت آن متصل به آند کمکی و قطب منفی آن به فلز دستگاه مورد نظر وصل شود. به‌طوری‌که یون‌های مثبت در داخل الکترولیت از آند به سمت فلز مورد نظر برمی‌گردد.
ولتاژ اعمال شده باید به مقداری تنظیم شود که بتواند شدت جریان کافی برای تمام نقاط دستگاهی که تحت حفاظت کاتدی قرار گرفته‌است تأمین نماید. در مورد خاک‌ها یا آب‌های با مقاومت زیاد ولتاژ اعمال شده باید بیشتر از محیط‌هایی با مقاومت کم باشد. همچنین هنگامی که طول زیادی از یک خط لوله فقط به وسیله یک آند حفاظت شود به ولتاژ اعمال شده بیشتری نیاز دارد.
اجرای سیستم حفاظت کاتدی اغلب در مورد لوله‌ها و پوشش کابل‌های زیر زمینی بکار می‌رود. در شبکه‌های لوله‌کشی شهرها و خطوط لوله طویل و سرتاسری و کابل کشی‌های مخابرات و نیرو (برق) اغلب از سیستم‌های با اعمال جریان خارجی استفاده می‌گردد. وقتی که در مورد تأسیسات طویل زیر زمینی نظیر لوله‌ها و کابل‌های پتانسیلی جریان برق اعمال می‌شود، جریان معمولاً در تمام طول آن تأسیسات وارد شده و به طرف محل اتصال می‌رود، و چون این قبیل تأسیسات از نظر الکتریکی متصل است لذا جریان‌های طولی مسئله‌ای را به وجود نمی‌آورند؛ ولی در بعضی لوله‌کشی‌ها ممکن است نقاط اتصالی وجود داشته باشد که دارای مقاومت الکتریکی زیادی بوده و در نتیجه جریان‌های طولی، مناطق آندی در یک طرف نقاط اتصال ایجاد می‌گردد. به همین منظور و قبل از اجرای عملیات حفاظت کاتدی لازم است که در این قبیل موارد اتصال الکتریکی مناسب تأمین شود.
شبکه‌های لوله‌کشی گاز شهرها در منازل مخصوصاً در دستگاه‌های حرارتی به صورت تصادفی به هم مربوطند. همچنین فاز خنثی مدارهای الکتریکی اغلب به لوله‌های آب وصل می‌شود که در نتیجه، متصل به پوشش‌های کابل‌های نیرو می‌گردند؛ لذا در صورت اطمینان کامل از این اتصالات کلیه شبکه‌های زیر زمینی را می‌توان به صورت یک واحد حفاظت نمود.

## تست پوشش
این تست شامل اندازه‌گیری عایقی (مقاومت الکتریکی) پوشش می‌باشد. قسمت تحت آزمایش توسط یک ایستگاه حفاظت کاتدی (موقت یا دائم) با سیستم جریان اعمالی به‌طور مجزا تحت حفاظت واقع می‌گردد. قبل از این تست، پیمانکار از سلامت کلیه اتصالات عایقی که قسمت مورد آزمایش را از شبکه‌های دیگر مجزا نموده اطمینان کافی کسب کند.

### دستگاه‌ها و وسایل مورد نیاز برای تست پوشش
1. ترانس رکتیفایر ترجیحاً با ظرفیت‌های پایین
2. ولت‌متر با امپدانس بالا
3. هافسل (مس/ سولفات مس)
4. بستر آندی (موقت یا دائم)
5. کابل‌های ارتباطی

### بستر آندی موقت
این بستر متشکل از یک شاخه لوله قراضه که ترجیحاً شن‌زده و عاری از خوردگی باشد (عموماً یک سایز بالاتر از سایز خط) بوده که آن را در عمق حداقل برابر عمق لوله مدفون و به فاصله حداقل۵۰ متر از خط اصلی قرار می‌دهند. بطوری‌که در هنگام دفن جهت تقویت و آمپردهی بهتر، از مقداری نمک، زغال کک و آب استفاده می‌شود.

### مراحل اندازه‌گیری تست پوشش
الف) اندازه‌گیری پتانسیل طبیعی لوله نسبت به زمین از نقاط اندازه‌گیری پتانسیل:
قبل از روشن کردن ایستگاه حفاظت کاتدی با اعمال جریان، اپراتور باید توسط یک هافسل از جنس مس/ سولفات، ولتاژ طبیعی خط لوله را از طریق کلیه نقاط اندازه‌گیری پتانسیل نسبت به زمین قرائت نماید. این ولتاژ جهت اندازه‌گیری مقاومت عایقی پوشش مفید نیست، لیکن به منظور پیدا کردن شرایط نامتعارف (در صورت وجود) باید اندازه‌گیری صورت پذیرد.
ب) اندازه‌گیری جریان الکتریک حفاظت کاتدی:
جهت اندازه‌گیری جریان مستقیم، باید سیستم حفاظت کاتدی با جریان اعمالی، را روشن نموده و تنظیم کرد. پس از تنظیم ولتاژ تزریق، به منظور تثبیت پتانسیل و همچنین اطمینان از پلاریزاسیون، خط مورد تست باید به مدت۷۲ ساعت تحت جریان تزریقی قرار بگیرد.
جهت پلاریزاسیون می‌توان ولتاژ نقطه تزریق را در کمتر از مقدار حد بالایی تنظیم نموده و پس از اتمام مدت زمان پلاریزاسیون، ولتاژ در حد بالایی تنظیم و مراحل بعدی تست انجام پذیرد.
یادآوری می‌گردد در خصوص ولتاژهای تزریقی در نظر گرفتن حد بالایی این ولتاژ الزامیست. در خصوص پوشش‌های اناملی (انامل پایه نفتی و انامف پایه زغال سنگی) حداکثر ولتاژ تزریقی ۲٫۱– ولت و در خصوص پوشش‌های بیتوسیل، نوار سرد و پلی اتیلن سه لایه حداکثر ولتاژ تزریقی ۱٫۵- ولت می‌باشد.
پس از اتمام مدت زمان پلاریزاسیون و تنظیم ولتاژ تزریقی در حد بالایی، مقدار جریان در این ولتاژ اندازه‌گیری و ثبت گردد.
ج) اندازه‌گیری پتانسیل لوله نسبت به زمین:
با استفاده از یک زمان‌سنج خودکار، که به صورت خودکار جریان تزریقی را قطع و وصل می‌کند که عموماً در مدار ترانس‌های رکتیفایر تعبیه شده‌است، عمل خاموش و روشن شدن سامانه حفاظت کاتدی صورت می‌پذیرد. تنظیم مدت زمان قطع و وصل باید بر اساس زمان‌های پیشنهادی زیر صورت پذیرد:
مدت زمان روشن بودن سیستم:۳۰ ثانیه
مدت زمان خاموش بودن سیستم:۱۰ ثانیه
پس از اطمینان از برقراری حالت خاموش و روشن سیستم، قرائت از کلیه نقاط اندازه‌گیری پتانسیل باید انجام گرفته و یادداشت گردد. لازم است ذکر شود اولین عدد تثبیت شده در زمان خاموشی سیستم، به عنوان ولتاژ حالت خاموش مد نظر می‌باشد.

## استانداردها
- 49 CFR 192.451-491 - Requirements for Corrosion Control - TRANSPORTATION OF NATURAL AND OTHER GAS BY PIPELINE: MINIMUM FEDERAL SAFETY STANDARDS
- ASME B31Q 0001-0191
- DNV-RP-B401 - Cathodic Protection Design - Det Norske Veritas
- EN 12068:1999 - Cathodic protection. External organic coatings for the corrosion protection of buried or immersed steel pipelines used in conjunction with cathodic protection. Tapes and shrinkable materials
- EN 12473:2000 - General principles of cathodic protection in sea water
- EN 12474:2001 - Cathodic protection for submarine pipelines
- EN 12495:2000 - Cathodic protection for fixed steel offshore structures
- EN 12499:2003 - Internal cathodic protection of metallic structures
- EN 12696:2000 - Cathodic protection of steel in concrete
- EN 12954:2001 - Cathodic protection of buried or immersed metallic structures. General principles and application for pipelines
- EN 13173:2001 - Cathodic protection for steel offshore floating structures
- EN 13174:2001 - Cathodic protection for harbour installations
- EN 13509:2003 - Cathodic protection measurement techniques
- EN 13636:2004 - Cathodic protection of buried metallic tanks and related piping
- EN 14505:2005 - Cathodic protection of complex structures
- EN 15112:2006 - External cathodic protection of well casing
- EN 50162:2004 - Protection against corrosion by stray current from direct current systems
- BS 7361-1:1991 - Cathodic Protection
- NACE SP0169:2007 - Control of External Corrosion on Underground or Submerged Metallic Piping Systems
- NACE TM 0497 - Measurement Techniques Related to Criteria for Cathodic Protection on Underground or Submerged Metallic Piping Systems
- ASTM G8 CATHODIC DISBONDING
- ASTM G95 CATHODIC DISBONDING

ISO 21809 CATHODIC DISBONDING*